# Pravi krokodili
Pravi krokodili (Eusuchia), jedini preživjeli podred u redu Crocodilia koji obuhvaća porodice Gavialidae, Alligatoridae i Crocodylidae, odnosno gavijale, aligatore i krokodile. Ova uža grupa krokodila, porodica Crocodylidae, kako su ostali podredovi izumrli, često puta se naziva i pravim krokodilima, kako bi ih se razlikovalo od aligatora i gavijala. Poznati rod kajmana (Caiman) pripada aligatorima
Porodice Hylaeochampsidae †, Stomatosuchidae †, Aegyptosuchidae † i Dolichochamspidae † koje također pripadaju u prave krokodile su izumrle.